# Crocker (motorcykeltillverkare)

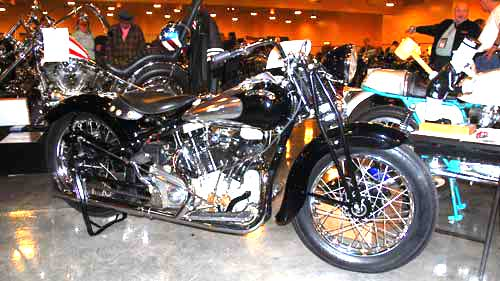
En Crocker tillverkad 1941

Crocker Motorcycle Company var en amerikansk tillverkare av encylindriga speedwaymotorcyklar från 1932, V-twinmotorcyklar från 1936 och Scootabout, en tidig scooter från slutet på 1930-talet. All motorcykelproduktion upphörde 1942, efter att USA som en följd av attacken mot Pearl Harbor gick in i andra världskriget. Företaget började nu i stället tillverka flygplansdelar för Douglas Aircrafts räkning.
En unik Crocker "Big Tank", V-Twin, 1939,finns på MC Collection i Sollentuna kommun. Denna hittades oanvänd i fabriken och har aldrig använts. Den är på 1000 cc och har ungefär 60 hk vilket är mycket för den tiden. Denna Crocker har stått förebild för fler Chopper-byggare.
Al Crocker föddes i närheten av Chicago 1882. Han utbildade sig till ingenjör på Northwestern University . Efter avlagd examen började han arbeta hos Thor, en motorcykeltillverkare i Aurora Illinois. Han var mycket framgångsrik som tävlingsförare av Thors olika motorcyklar med V-twin motorer. Under dessa tävlingar blev han vän med konkurrenterna George Hendee och Carl-Oscar Hedström som startat tillverkning av motorcykeln Indian. Från 1910 var han verksam som designer och ingenjör hos Indian Motocycle Company. Man stavade faktiskt firmanamnet på detta vis. 
Under 1913 övertog han försäljningen av Indian i Denver för att sedan förestå tillverkarens regionalkontor i Kansas city. Han flyttade till Los Angeles 1928 där han förvärvade försäljningen av Indian motorcyklar. 
Där anställdes en talangfull ung ingenjör vid namn Paul Bigsby. Tillsammans involverade de sig i den nya sporten speedway som kommit från Australien. De startade tillverkning av ramar avsedda för Indians 750 cc V- motor under 1931. Det tillverkades även topplock för att bygga om Indians motorer till toppventilsutförande.
Redan efter första säsongen insåg de att encylindriga motorer var att föredra i denna typ av tävlingar. Crocker utvecklade en egen motor på 500cc som blev en framgång i dirt track som tävlingarna kallas i USA. 
Mellan åren 1932 och 1936 byggdes 31 stycken kompletta motorcyklar. Av dessa beräknas 12 stycken fortfarande existera. Han insåg dock att trots motorns överlägsna egenskaper mot Harley-Davidson så var den underlägsen den nya JAP motorn från England. Han bestämde sig för att gå vidare med ett annat projekt. 
Al Crocker sålde verksamheten till Floyd Clymer 1935 som sedermera blev framgångsrik utgivare av motorlitteratur. 
1937 lanserades den nya motorcykeln Crocker. Den var försedd med en V-motor på 1000 cc och var den första amerikanska mc:n med toppventilsmotor som såldes till allmänheten. De första 17 exemplaren hade hemisfäriska förbränningsrum och en kompression på 8,5:1.   Den levererade 55 hk vid 6700 varv. Denna effekt gjorde det möjligt att uppnå 128 mph (206 km/t) med en gatulegal motorcykel 1936. Det var dock stora problem med sprickbildning och dålig smörjning så detta topplock ersattes av en konventionell konstruktion. 
Den nya motorn blev svagare men höll i gengäld. Crocker garanterade i alla fall en toppfart på 106 mph (170 km/t) vilket bekräftades året efter då fem stycken ägare åkte till Muroc speed trials, plockade bort gatutrustning och fick över 100 mph som resultat. Efter att ha återställt utrustningen for de hem igen. Detta var nästan 20 km snabbare än var Indian och den nya H-D Knucklehead klarade av. Al Crocker var så säker på maskinens överlägsenhet att han lovade göra ett återköp om den skulle förlora ett race mot någon av konkurrenterna H-D och Indian. Enda villkoret var att det var maskiner i standardutförande. Om han måste infria sitt löfte någon gång är inte känt.
USA led fortfarande av sviterna efter depressionen så försäljningen av nya motorcyklar var mycket dålig. En ny fyrväxlad H-D ”knucklehead” kostade 380 $, att jämföra med 495 $ för en treväxlad Crocker. Detta bemötte Crocker med att erbjuda cylindervolymer upp till 1500 cc och handbyggda maskiner efter köparens önskemål. Fabriken tillverkade det mesta i huset förutom magneter, fälgbanor, däck och så vidare. Man började även tillverka förgasare men lyckades köpa Linkert förgasare till motorerna. 
En orsak till detta var att H-D, som såg Crocker som ett hot mot sina investeringar, påpekade för leverantörer att kontrakt kunde utebli om man sålde till andra tillverkare. En följd av detta var att de som skulle köpa en Crocker var tvungna att skaffa hjul själva och skicka dom till fabriken. H-D köpte även in en Crocker och plockade isär den totalt för att leta intrång på H-D:s patenträtter. Detta var dock utan framgång så Crocker fortsatte att bygga och leverera motorcyklar. En av kunderna var Arizona Highway patrol som köpte tio stycken 1940. Orsaken till detta var att den nya Ford v-8 körde från polisens andra motorcyklar. 
1941 var sista året som det tillverkades motorcyklar med namnet Crocker. Förhandlingar hade förts mellan Indian och Crocker om tillverkningen av V-motorerna. Det hade också tillverkats och sålts omkring 100 st Scootabout mellan 1939 och 1943. Detta var en typ av vespa som byggdes 10 år innan Piaggio startade sin tillverkning. 
Anledningen till produktionsstoppet var att när USA gick med i kriget 1941 kunde företaget inte få material att slutföra de sista 85 stycken som var klara till 75 %. De skrotades och såldes till ett skrotvärde av 75 $ samt en kompensation från staten för förlusten.    
Crocker övergick till att tillverka delar till Douglas Aircraft Company tillsammans med sin son Albert. Paul Bigsby fortsatte sitt yrkesliv med att konstruera och tillverka elgitarrer. Han uppfann bland annat vibratorarmen, mera känd som tremolon. Även steel guitaren med fotpedal är hans verk. 
År 2008 publicerades artiklar om en nystart av Crocker. Företagsnamnet hade köpts av en kanadensare som planerade att börja producera kopior av motorcyklarna. Vad som hänt med den idén är i skrivande stund inte känt.